# ایرسا
ایرسا (انگلیسی: Inversiones y Representaciones Sociedad Anónima) شرکت املاک آرژانتینی است، که در سال ۱۹۴۳ تأسیس شد.